# I casi del capitano Flores. Il mistero della sedia a rotelle
I casi del capitano Flores. Il mistero della sedia a rotelle è il primo giallo di Laura Mancinelli pubblicato nel 1997 e vincitore nel medesimo anno del Premio Cesare Pavese .

## Trama
Nel primo dei suoi casi, il capitano Florindo Flores si trova di fronte a una serie di cadaveri tutti uguali tra loro e dall'aspetto simile al più famoso dei semiologi italiani - pancia generosa, occhiali e barba - che galleggiano placidamente sulle acque del fiume Po. Lui desidererebbe andare in pensione, per dedicarsi al suo orto "per coltivare lattuga, ravanelli, pomodori e fave" ma è ancora troppo presto per lasciare il lavoro. Prima di questo nuovo caso, deve affrontare l'assurdo rompicapo delle banconote volanti, un becchino siciliano che non ha bisogno di istruzioni e sedie a rotelle che vanno su e giù.

## Premi
- 1997 Premio Cesare Pavese [3]

## Edizioni
- I casi del capitano Flores. Il mistero della sedia a rotelle, collana ET Letteratura n.443, Einaudi Editore, 1997.
- (ES)  El misterio de la silla de ruedas. Los casos del capitán Flores, I, traduzione Atalaire, Días Contados, 2010.
- (CA)  El misteri de la cadira de rodes. Els casos del capità Flores, I, traduzione di Anna Casassas, Días Contados, 2010.